# Ischyja
Ischyja é um gênero de traça pertencente à família Arctiidae.